# AV 그랑프리
AV 그랑프리(일본어: エーブイグランプリ)는 2008년과 2009년에 잠시 개최되었던 성인 비디오 산업의 시상식이다.

## 역사
원래는 도쿄 스포츠와 소프트 온 디맨드 (SOD)가 개최하고 있던 《AV OPEN》에 대항하기 위해 만들 예정이었던 시상식의 하나로서, SOD와는 경쟁 관계에 있던 호쿠토와 DMM.com을 중심으로 〈AV 그랑프리 사무국〉을 설립해 만든 대회이다. 첫 해인 2008년에 77개 업체, 이듬해에는 97개 업체가 참여했다. AV OPEN이 AV OPEN과 챌린지 스테이지의 두 부문으로 이루어져있던 것과 달리, AV 그랑프리는 다양한 부문으로 구성되어있었다. 2009년 대회에서는 하기와라 나가레와 호노카가 메인 서포터가 되었다. 하지만 AV 그랑프리도 AV OPEN과 마찬가지로 2회에서 중단되고 말았으며(AV OPEN은 후에 다시 재개된다.), DMM.com이 주최하는 DMM 성인 어워드가 후계로서 이어받게 된다.

## 2008년

### 개요
수상자는 작품의 판매량에 고객의 투표를 더해 선정되었다. 매장에서의 판매량과 웹사이트에서의 판매량이 합쳐졌다. 각 회사는 대회에 참가할 작품을 하나 고를 수 있었으며, 대회는 2007년 12월 1일부터 2008년 1월 31일까지 열렸다. AV OPEN과 마찬가지로 참가한 작품들은 특수한 라벨과 ID 번호를 부여받았다. 총 77개 회사가 참여했다.
결과는 2008년 2월 21일 발표되었으며, 대상인 〈AV그랑프리 최우수작품상〉은 500만 엔, 그보다 한단계 아래의 상인 〈그랑프리 스테이지 최우수작품상〉과 〈마니아 스테이지 최우수작품상〉에는 300만 엔, 나머지 상들엔 100만 엔이 수여되었다. (우수작품상은 50만 엔)

### 수상
수상자와 작품은 아래와 같다.

#### 대상
- AV 그랑프리 최우수작품상 : kawaii* special(kawaii* special ギザカワユス！, 코사카 유리 / 오하시 미쿠, kawaii*)

#### 매출 부문상
- 그랑프리 스테이지 최우수작품상 : 더블 아슬아슬 모자이크(了解×了解×ギリギリモザイク　Wギリギリモザイク, 하츠네 미노리 / 미즈키 나오, S1 No.1 Style)
- 마니아 스테이지 최우수작품상 : 여체 고문 연구소11(女体拷問研究所 11, 나가사와 리카 / YOKO, Baby Entertainment)
- 통신매출상 : 여체 고문 연구소11(女体拷問研究所 11, 나가사와 리카 / YOKO, Baby Entertainment)

#### 패키지상
- 패키지디자인상
  - 최우수상 : 더블 아슬아슬 모자이크(了解×了解×ギリギリモザイク　Wギリギリモザイク, 하츠네 미노리 / 미즈키 나오, S1 No.1 Style)
  - 우수상
    1. 현역 레이스 퀸 절정 시오후키 AV 데뷔(現役レースクイーン絶頂潮吹きAVデビュー！！ 冬月かえで, 후유츠키 카에데, PRIMIUM)
    2. 태어나 처음으로 질내사정과 제모(生まれてはじめての中出しとパイパン 沢尻アヤカ, 사와지리 아야카, 완즈 팩토리)

#### 부문상
- SM · 능욕 부문
  - 최우수상 : 혹독히 사람을 묶다(人間酷包 友田真希, 토모다 마키, 밀)
  - 우수상 : M 드래그 스페셜(Mドラッグ・スペシャル 女体肉便器ベスト, 호시즈키 마유라 / 하세가와 치히로 / 나카무라 모모 / 이즈미 마린, 도그마)
- 여배우 부문
  - 최우수상 : 현역 레이스 퀸 절정 시오후키 AV 데뷔(現役レースクイーン絶頂潮吹きAVデビュー！！ 冬月かえで, 후유츠키 카에데, PRIMIUM)
  - 우수상
    1. kawaii* special(kawaii* special ギザカワユス！, 코사카 유리 / 오하시 미쿠, kawaii*)
    2. 더블 아슬아슬 모자이크(了解×了解×ギリギリモザイク　Wギリギリモザイク, 하츠네 미노리 / 미즈키 나오, S1 No.1 Style)
    3. 이야라시 (외설스럽다)(癒らし。持田茜, 시지미, 아우다스 재팬)
- 숙녀 부문
  - 최우수상 : 노예 의붓어머니(義母奴隷 白石さゆり, 시라이시 사유리, 타메이케 고로)
  - 우수상
    1. 모녀와 내연남(世間によくある禁親相姦 嫁いだ後も続く娘と義父の肉欲 母娘と内縁の夫, 유이 / 오이카와 히나타 / 시부야 아카네, 시네마 코퍼레이션)
    2. 온천 마사지 숙박(温浴マッサージのお宿《翔田亭》 翔田千里 吉澤レイカ, 쇼다 치사토 / 요시자와 레이카, 아로마 기획)
- 헌팅 · 아마추어 부문
  - 최우수상 : 마리코 파이널(まり子 ファイナル, 마리코, HMJM)
  - 우수상
    1. 매직 미러호 역헌팅 in 쇼난(マジックミラー号 逆ナンパin湘南 170cm以上の極上ボディSPECIAL！, 미우라 아사히 / 야마시로 미키 / 오이시 모에 / 스미카와 로아, DEEP'S)
    2. 만취 치한대(泥酔痴漢隊 飲ませて酔わせて勝手に中出しまでしちゃいました。4時間DX, 로터스)
- 버라이어티 부문
  - 최우수상 : 자지가 3cm 커지는 DVD(チンチンが3cm大きくなるDVD 気持ちいいオナニーで大きくなれる（秘）トレーニング指南, 카스미 카호 / 사쿠라이 유코 / 오이시 모에 / 나가사와 리카 / 사에키 나나 / 스즈키 안리, SOD 크리에이트)
  - 우수상
    1. 헤픈 여자 20명이 남탕을 하이재킹(ヤリマンの私たち20人が男湯をジャックする, 카코이!)
    2. 아마추어 헌팅 금발 여자 질내사정 in L.A.(素人ナンパ金髪娘生中出しinL.A. 4時間SP, 피터스)
- 패티쉬 부문
  - 최우수상 : 비일상적 팬티 스타킹 유희 제 1장(非日常的パンスト遊戯 第一章, 사에키 나나 / 오이시 모에, AVS)
- 모에 부문
  - 최우수상 : 아스카2(あすか2, 아스카, 무구)
- 옴니버스 부문
  - 최우수상 : 시미켄의 7명의 여자와 사적인 섹스(しみけんのプライベート7FUCK, 하라 치히로 / 아이다 유아 / 사쿠라가와 미츠키 / 네네 / 아키나 카에데 / 스기사키 나츠키 / Marin, 아이디어 포켓)
- 레즈비언 부문
  - 최우수상 : 능욕 레즈비언 조교(陵辱レズ調教 羞恥と快楽に溺れゆく女達。, 쇼다 치사토 / 히토미 렌 / 나카야마 리오 / 아조 미사키, U&K)

#### 기타
- 보도상 : 마리코 파이널(まり子 ファイナル, 마리코, HMJM)
- 판매점상 : 더블 아슬아슬 모자이크(了解×了解×ギリギリモザイク　Wギリギリモザイク, 하츠네 미노리 / 미즈키 나오, S1 No.1 Style)

## 2009년

### 개요
2009년에 열린 그랑프리에는 총 97개 업체가 참여했으며, 개최 기간은 2008년 11월 22일부터 2009년 2월이었다. 총 3000만 엔의 상금이 걸려 있었으며 상은 DMM 웹사이트를 통해 투표로 결정되었다. 주요 상은 AV 그랑프리(97개 업체 참여), 통신판매상(97개), 판매매출상(97개)이 있었다. 또 부문상은 여배우 부문(14개), SM · 능욕 부문(15개), 숙녀 부문(15개), 아마추어 부문(16개), 버라이어티 부문(14개), 페티시 부문(17개), 모에 부문(7개)으로 세분화되었다. 마지막으로 판매점과 뉴스 보도, 패키지, 서포터 상도 시상이 있었다.

### 수상
수상자와 작품은 아래와 같다.

#### 대상
- AV 그랑프리 최우수작품상 : 더블 아슬아슬 모자이크 Rio와 유마(Wギリモザ Rioとゆま, Rio / 아사미 유마, S1 No.1 Style)

#### 매출 부문상
- 통신판매상 : 구토 관장 엑스터시X(ゲロ浣腸エクスタシー X, 호시즈키 마유라 / 아라이 에리, 도그마)
- 판매매출상 : 더블 아슬아슬 모자이크 Rio와 유마(Wギリモザ Rioとゆま, Rio / 아사미 유마, S1 No.1 Style)

#### 패키지상
- 패키지 디자인상
  - 최우수상 : 더블 아슬아슬 모자이크 Rio와 유마(Wギリモザ Rioとゆま, Rio / 아사미 유마, S1 No.1 Style)

#### 부문상
- SM · 능욕 부문
  - 최우수상 : THE QUEEN OF DAS!(THE QUEEN OF DAS！小澤マリア, 오자와 마리아, 다스)
  - 우수상
    1. 격정 M 음란포박조교(激情M淫縛調教 縄好き美乳マゾ, 아트 비디오)
    2. 전동 마사지기 퇴마의식(電マ悪魔祓い儀式, ZONE (켄신 아트))
    3. DEATH LOOP Vol.1(DEATH LOOP Vol.1 人生最悪の屈辱達磨！！ 野垂れイキ痙攣女王, BLACK BABY)
- 여배우 부문
  - 최우수상 : 더블 아슬아슬 모자이크 Rio와 유마(Wギリモザ Rioとゆま, Rio / 아사미 유마, S1 No.1 Style)
  - 우수상
    1. E-BODY SPECIAL(E-BODY SPECIAL かすみりさ, 카스미 리사, E-BODY SPECIAL)
    2. 빨리는 VENUS(おしゃぶりVENUS, M's Video Group(MVG))
- 숙녀 부문
  - 최우수상 : 근친상간 모자 스왑(近親相姦母子スワップ 僕の母親を抱かせてやるから、キミの母さんをヤらせてくれ。, 키타하라 나츠미 / 나카모리 레이코, 다카라 영상)
  - 우수상
    1. 노예 의붓어머니(義母奴隷 浅倉彩音, 아사쿠라 아야네, 타메이케 고로)
    2. 일하는 아내 파트 타임 러브(働く人妻 パートタイムラブ, 빅 모칼)
    3. 범해진 여교사(犯された女教師 牧原れい子, 마키하라 레이코, Madonna)
- 헌팅 · 아마추어 부문
  - 최우수상 : S-Cute ex Special (ICHIKA / 츠보미 / 미카 메리에 / 카와이 안리 / 이지마 쿠라라 / 코사카 미미, S-CUTE)
  - 우수상
    1. 시오후키 거유 피아노 강사(潮吹き巨乳ピアノ講師 かすみ24歳, 카스미, 토요히코)
    2. 남자친구의 자지를 여자친구의 보지에 대고 봐라2(彼ちんスペシャル！！カップルなら！彼氏のチ○ポ彼女のマ○コ当ててみろ！！2, 하지메 기획)
    3. H컵 아마추어 질내사정(Hカップボイン素人ナマ中出し きょうこ, 쿄코, 무네큥 킷사)
- 버라이어티 부문
  - 최우수상 : 제복 무모 미소녀학원(制服パイパン美少女学園, 키타지마 레이 / 유키 사나 / 쿠도 레이카 / 나나미, 이에로)
  - 우수상
    1. GAL CIR3 (아이디어 포켓)
    2. 헌팅 그랑프리(ナンパグランプリ, 하야부사)
    3. 레즈비언 뱀파이어(レズビアンヴァンパイア, U&K)
- 페티쉬 부문
  - 최우수상 : 데카 엉덩이 여고생의 피스톤 기승위 DX(デカ尻JKのピストン騎乗位DX, 이나모리 케이토 / 코다마 유이 / 사나다 리사 / 야자와 루이 / 아이나 리나 / 이토 아오바 / 나가세 아키 / 스즈키 아리사, 아로마 기획)
  - 우수상
    1. AV 무리(AV無理, 사쿠라 코코미, 미만)
    2. 가슴왕(乳王 ～爆乳天使2009アワード8人勢揃い！！！～, 모모타로 영상 출판)
    3. 꽃망울(츠보미)에 떨어지는 야만적인 액체 蕾に滴る野蛮な汁 つぼみ, 츠보미, 와프 엔터테인먼트)
- 모에 부문
  - 최우수상 : 테라 자지(テラちんぽ, 오오사와 유카, 밀키프린♪)
  - 우수상 : 로터 미소녀와 섹스 앨리스(ロ●ータ美少女と性交 アリス, 드림 티켓)

#### 기타
- 보도상 : 텔레클럽 캐논볼 2009(テレクラキャノンボール2009 賞品はまり子*Gカップ, 마리코, HMJM)
- 판매점상 : 더블 아슬아슬 모자이크 Rio와 유마(Wギリモザ Rioとゆま, Rio / 아사미 유마, S1 No.1 Style)
- 메인 서포터상 : 근친상간 쇼와 금단의 혈족(近親相姦 昭和禁断血族「母さん、この家は狂ってます」, 나나세 카스미 / 키타하라 나츠미 / 야마구치 레이코, 글로리 퀘스트)

## 같이 보기
- AV OPEN
- 무디즈 연말 대감사제

| 일본의 메이저 성인비디오상 | 일본의 메이저 성인비디오상    | 일본의 메이저 성인비디오상 |
| -------------------------- | ----------------------------- | -------------------------- |
| 이전 대회                  | AV 그랑프리 (2008년 ~ 2009년) | 다음 대회                  |
| AV OPEN                    | AV 그랑프리 (2008년 ~ 2009년) | DMM ADULT AWARD AV OPEN    |